# John Buana N’Galula
John Buana N’Galula (ur. 23 czerwca 1968 w Kinszasie) – kongijski piłkarz występujący na pozycji obrońcy.

## Kariera klubowa
N’Galula karierę rozpoczynał w 1988 roku w drugoligowym belgijskim zespole K Boom FC. Jego barwy reprezentował do 1992 roku. Następnie grał w pierwszoligowych drużynach KSC Lokeren oraz KFC Lommel, gdzie rozegrał łącznie 48 ligowych spotkań, w których zdobył 4 bramki.

## Kariera reprezentacyjna
W 1988 roku N’Galula został powołany do reprezentacji Zairu na Puchar Narodów Afryki, zakończony przez Zair na fazie grupowej. Zagrał na nim w meczach z Marokiem (1:1), Wybrzeżem Kości Słoniowej (1:1) i Algierią (0:1).
W 1992 roku ponownie wziął udział w Pucharze Narodów Afryki. Wystąpił na nim w spotkaniach z Marokiem (1:1), Kamerunem (1:1) i Nigerią (0:1), a Zair osiągnął ćwierćfinał turnieju.